# Johnny Warren Medal
Seit 1990 wird alljährlich die Johnny Warren Medal für den besten Spieler der höchsten australischen Fußball-Liga verliehen. 
Bis 2004 war der Hauptwettbewerb die National Soccer League, die ab 2005 durch die A-League ersetzt wurde. Der Preisträger wird nach Abschluss einer Saison durch eine Wahl der Spieler bestimmt. Die  Auszeichnung ist nach dem 2004 verstorbenen australischen Weltmeisterschaftsteilnehmer von 1974 John „Johnny“ Warren benannt. 
Neben dieser Auszeichnung gibt es die PFA Awards.

## Australiens Fußballer des Jahres
| Jahr | Nat.                                           | Spieler                   | Verein                 |
| ---- | ---------------------------------------------- | ------------------------- | ---------------------- |
| 1990 | Jugoslawien Sozialistische Föderative Republik | Željko Adžić              | Melbourne Croatia      |
| 1991 | Australien                                     | Milan Ivanović            | Adelaide City          |
| 1992 | Australien                                     | Joe Biskic                | Melbourne Knights      |
| 1993 | Australien                                     | Paul Trimboli             | South Melbourne FC     |
| 1994 | Australien                                     | Mark Viduka               | Melbourne Knights      |
| 1995 | Australien                                     | Mark Viduka               | Melbourne Knights      |
| 1996 | Australien                                     | Damian Mori               | Adelaide City          |
| 1997 | Australien                                     | Kresimir Marusic          | Sydney United          |
| 1998 | Australien                                     | Paul Trimboli             | South Melbourne FC     |
| 1999 | Australien                                     | Brad Maloney              | Marconi-Fairfield      |
| 2000 | Australien                                     | Scott Chipperfield        | Wollongong City Wolves |
| 2001 | Australien                                     | Scott Chipperfield        | Wollongong City Wolves |
| 2002 | Brasilien                                      | Fernando Rech             | Brisbane Strikers      |
| 2003 | Australien                                     | Damian Mori               | Perth Glory            |
| 2004 | Australien                                     | Ante Milicic              | Parramatta Power       |
| 2006 | Australien                                     | Bobby Despotovski         | Perth Glory            |
| 2007 | Australien                                     | Nick Carle                | Newcastle United Jets  |
| 2008 | Australien                                     | Joel Griffiths            | Newcastle United Jets  |
| 2009 | Neuseeland                                     | Shane Smeltz              | Wellington Phoenix     |
| 2010 | Costa Rica                                     | Carlos Hernández Valverde | Melbourne Victory      |
| 2011 | Argentinien                                    | Marcos Flores             | Adelaide United        |
| 2012 | Deutschland                                    | Thomas Broich             | Brisbane Roar          |
| 2013 | Neuseeland                                     | Marco Rojas               | Melbourne Victory      |
| 2014 | Deutschland                                    | Thomas Broich             | Brisbane Roar          |
| 2015 | Australien                                     | Nathan Burns              | Wellington Phoenix     |
| 2016 | Spanien                                        | Diego Castro              | Perth Glory            |
| 2017 | Serbien                                        | Miloš Ninković            | Sydney FC              |
| 2018 | Polen                                          | Adrian Mierzejewski       | Sydney FC              |
| 2019 | Fidschi                                        | Roy Krishna               | Wellington Phoenix     |
| 2020 | Italien                                        | Alessandro Diamanti       | Western United         |
| 2021 | Mexiko                                         | Ulises Dávila             | Wellington Phoenix     |
| 2021 | Serbien                                        | Miloš Ninković            | Sydney FC              |
| 2022 | Australien                                     | Jake Brimmer              | Melbourne Victory      |